# Run All Night
Run All Night is een Amerikaanse actie-thriller uit 2015. De film werd geregisseerd door Jaume Collet-Serra, die ook eerder een samenwerking had met acteur Liam Neeson met de films Unknown en Non-Stop. De Nederlandse componist en producer Junkie XL was verantwoordelijk voor de filmmuziek.

## Verhaal
Huurmoordenaar Jimmy Conlon heeft één nacht de tijd om erachter te komen welke keuzes hij heeft gemaakt en of hij het nog kan recht zetten,  als hij noodgedwongen de zoon moet doodschieten van zijn vroegere werkgever de maffiabaas Shawn Maguire die hij altijd trouw was, maar al lange tijd niet meer heeft gezien. Jimmy heeft deze keuze moeten maken omdat anders zijn eigen zoon Mike hetzelfde lot zou overkomen. Als Mike op de vlucht is voor Shawn doet Jimmy er alles aan om te voorkomen dat Mike wordt vermoord.

## Rolverdeling
| Acteur            | Personage         |
| ----------------- | ----------------- |
| Liam Neeson       | Jimmy Conlon      |
| Ed Harris         | Shawn Maguire     |
| Joel Kinnaman     | Mike Conlon       |
| Boyd Holbrook     | Danny Maguire     |
| Bruce McGill      | Pat Mullen        |
| Génesis Rodríguez | Gabriela Conlon   |
| Vincent D'Onofrio | Detective Harding |
| Lois Smith        | Margaret Conlon   |
| Common            | Andrew Price      |
| Beau Knapp        | Kenan Boyle       |
| Patricia Kalember | Rose Maguire      |
| Nick Nolte        | Eddie Conlon      |